# Chava Alberstein
Chava Alberstein ( חוה אלברשטיין, née le 8 décembre 1946 à Szczecin, Pologne) est une chanteuse israélienne de musique folk.

## Biographie
Chava Alberstein est née en Pologne. Elle rejoint l'État d'Israël avec ses parents alors qu'elle est âgée de quatre ans,. Sa famille s'établit à Kiryat-Bialik, dans le district de Haïfa.
Chava Alberstein se lance dans la chanson durant les années 1960. Elle est invitée à chanter dans différentes émissions radiophoniques et est signée par le label discographique CBS Records. Son premier album, The Lilac, paraît en 1967. Chava Alberstein est considérée comme l'une des plus grandes chanteuses israéliennes,, sa discographie compte une cinquantaine d'albums, dont six ont obtenu le prix Kinor David (en). En 2005, elle reçoit un doctorat honoris causa de l'université de Tel Aviv. En 2011, la société de gestion des droits d'auteur ACUM lui décerne un prix récompensant l'ensemble de son œuvre.
Alberstein épouse le cinéaste Nadav Levitan (en), rencontré en 1981 sur le tournage de son film An Intimate Story (en), dont elle tient le premier rôle féminin. Ils travaillent fréquemment ensemble, Alberstein compose plusieurs bandes originales pour le réalisateur. Avant sa mort, survenue en 2010, Levitan a écrit des textes pour trois de ses albums.

## Style musical
Chava Alberstein chante principalement en hébreu, mais aussi dans la langue de ses parents, le yiddish,. Elle enregistre notamment The Well, un album de poèmes yiddish mis en musique par ses soins, avec The Klezmatics, groupe new-yorkais pratiquant le klezmer. Alberstein chante parfois dans d'autres langues, comme l'anglais.
Son répertoire mélange le jazz, le rock et la musique folk. Elle a également produit des disques de musique pour enfants. La chanteuse commence à composer durant les années 1980 et signe la majorité des titres de l'album Mehagrim, édité en 1986.
Chava Alberstein commence à écrire des chansons engagées au cours des années 1970. Elle critique la politique du gouvernement dans plusieurs de ses chansons, notamment à l'époque de la première Intifada,.

## Discographie

### Albums
- 2013 : Ve'ech etslecha (And How's it going for you?) (NMC)
- 2010 : Baruch Haba (Welcome) (NMC (en))
- 2008 : Teva headam (Human Nature")
- 2007 : Shvil hachalav – Shirey Eres (Milky Way) (NMC)
- 2006 : Lemale (NMC)
- 2005 : Cocus (Coconut) (NMC)
- 2003 : Motzai Khag (End of the Holiday) (NMC)
- 2001 : Otiyot Zarot (Foreign Letters) (Rounder Records)
- 1999 : Tekhef Ashuv (Be Right Back) (NMC)
- 1998 : Crazy Flower (Shanachie Records)
- 1997 : Adaber Itcha (I Will Talk to You) (NMC)
- 1996 : Yonat ha'Ahava (The Dove of Love) (NMC)

### En concert
- 2008 : Human Nature (NMC)
- 1995 : London beHofaah (London Live) (NMC)

### Collaboration
- 1998 : The Well: Klezmatics with Chava Alberstein (Xenophile Records (en))

### Compilations
- 2003 : The First Years (NMC)
- 2000 : Children's Songs - The Collection (NMC)
- 1999 : Chava Alberstein - Yiddish Songs (EMI Hemisphere)
- 1998 : Chava Alberstein - The Collection (NMC)